# 避病院
避病院（ひびょういん）とは、明治時代に造られた日本の伝染病専門病院である。昭和期では「隔離病舎」（かくりびょうしゃ）として小学校教科書に記載。伝染病予防法が制定され「伝染病院」に、感染症予防法が制定され「感染症指定医療機関」へと、現代もその役割を担っている。

## 発足に至る経緯
1876年（明治9年）、清のアモイから寄港したアメリカ海軍の船内からコレラが広まり、国内で爆発的な流行となった。日本では、既に江戸時代末期より、幾度と無く多数の死者を出す流行が見られており、早期対策の重要性を認識していた明治政府は、虎列刺病（コレラ）予防心得（内務省）とともに避病院仮規則（警視庁）を整えた。実際には、1878年（明治11年）頃から日本各地で避病院の設置が進められ、患者の収容・隔離体制が整えられた。
江戸時代においては天然痘が発生した場合、熊本県では天草の下馬刀島に隔離し、死後墓を建てたという。

## 避病院と収容患者の状況
病院という形式は取っていたものの、コレラは未知の病であり治療を施す余地は少なかった。また、当時は医療従事者が少なかったこともあり、現代の医療水準からすれば感染者を隔離するだけの施設という状況にあった。当時の患者側の意識も、「コレラは祟り」という時代であり、加持祈祷で回復を試みたあげく症状を悪化させ、末期的症状になってから運ばれてくるケースが多く「生きて帰れる場所ではない」という風評に拍車を掛けた。政府は、通達等で官憲による収容も可能とするとともに、患者の加持祈祷を規制した。

## 避病院の設置場所
病院の性格上、最初から郊外に造られることが多かったという事情もあるが、あまりにも多くの収容患者が次々と死亡することから、最初から火葬場の近隣に避病院を設置したケースも多い。戦前の地形図には、一般病院と避病院（伝染病院）の地図記号は別々に記載されており、こうしたケースを追跡することができる。
また、いわゆる迷惑施設であったため、流行が収まると速やかに破却されることが前提であった。

## 避病院の記録

### 青森県車力村
野崎久一は「避病院覚書」と題し、終戦直後、自分が入院した青森県車力村の赤痢集団発生時の避病院を記録している。13枚のスケッチ、小屋、病者の生活、火葬の記述など貴重な記録である。重症者の家族が粗末な小屋でリンゴを擦っている。医師は2日に1回訪れる。火葬は300メートル離れた小屋でおこなう。

### 富山県魚津町
富山県魚津町（現魚津市）では1886年（明治19年）に初めて避病院を建設。以後、移転を2回繰り返した後に設備が「甚だ不完全である」として、1909年（明治42年）に建坪150坪の新病舎を2000円で建設した。新病舎内の間取り図によれば、玄関脇に炊事場があり、玄関から伸びる廊下の両側に片側5室ずつ計10室の病室。突き当りを曲がって便所がある間取りとなっている。病舎内には診察室や処置室はなく、医師や看護師の詰め所も見られない。

## 発展的解消
明治時代中期に入ると、1883年（明治16年）、ロベルト・コッホがコレラ菌を発見し、予防や治療への道筋が徐々に立てられるようになったこと、近代的な教育システムにより医師や看護婦の充足が見られた。避病院は、徐々に医療機関としての機能を発揮するようになり、赤痢や腸チフスなど他の伝染病も守備範囲に収めて常設化していった。
東京府の本所・駒込・大久保の3病院は1886年11月にそれぞれ東京府○○病院の形で常設化の上改称されたが、これは東京弁では避病院（ひびょういん）が「死病院（しびょういん）」になってしまい、紛らわしいことも一因であったと言われる。
熊本の場合は1879年（明治12年）8月5日に飽田郡古町（現 熊本市二本木）に病院を設立、二本木避病院と称したが、1896年（明治29年）に熊本市九品寺（くほんじ）に熊本市立避病院を設立、1914年（大正3年）に熊本市立白川病院と改称。実質は伝染病病院であった。
1897年（明治30年）3月に伝染病予防法が制定されると、避病院は法的に伝染病院（でんせんびょういん）として位置づけられる法律の庇護も受けられるようになったが、避病院の名は俗称として長く用いられた。その後も伝染病院は、スペイン風邪などの流行時にも機能を見せ、徐々に総合病院化して行く。第二次世界大戦が終わり、公衆衛生が飛躍的に向上すると伝染病患者は激減。1960年代までに多くの伝染病院は、隔離病棟を廃止したり一般病棟を拡充するなどして総合病院となり発展的解消を遂げた。